# Stefan Maleszewski
Stefan Włodzimierz Maleszewski (ur. 8 maja 1885 w Michniewie, zm. po 1945) – pułkownik artylerii Wojska Polskiego, działacz niepodległościowy, kawaler Orderu Virtuti Militari.

## Życiorys
Urodził się 8 maja 1885 w folwarku Michniewo, w ówczesnym powiecie kalwaryjskim guberni suwalskiej, w rodzinie Władysława i Heleny z Różańskich. Był bratem Wiktora (1883–1941), prezydenta Wilna, posła na Sejm, podpułkownika lekarza Wojska Polskiego, i Zofii (ur. 1891), działaczki niepodległościowej, odznaczonej Medalem Niepodległości. Mając 5 lat wyjechał z rodziną do Rosji. Gimnazjum ukończył w Niżnym Nowogrodzie. W 1910 skończył studia na Wydziale Fizyczno-Matematycznym Cesarskiego Uniwersytetu Charkowskiego. W trakcie studiów należał do Związku Studentów Polaków. Na przełomie 1910 i 1911 odbył obowiązkową służbę wojskową w rosyjskim 2 dywizjonie artylerii konnej w Suwałkach. W 1911 został zatrudniony w Gimnazjum w Łomży, w charakterze nauczyciela matematyki.
1 sierpnia 1914 został zmobilizowany do armii rosyjskiej. W czasie I wojny światowej walczył jako chorąży w szeregach 18 dywizjonu moździerzy. 29 września 1917 wstąpił do I Korpusu Polskiego w Rosji i został przydzielony do 2. baterii dywizjonu artylerii konnej. Za męstwo i waleczność w walce z bolszewikami został odznaczony Amarantową Wstążką. 30 czerwca 1918, po demobilizacji korpusu, wyjechał do matki w Wilnie (ojciec zmarł w czasie wojny). Następnie udał się do Warszawy, a we wrześniu objął posadę nauczyciela matematyki i gimnastyki realnym w Skierniewicach. 1 listopada 1918 wstąpił do Polskiej Siły Zbrojnej i wziął udział w rozbrajaniu Niemców.
11 listopada 1918 wstąpił do Wojska Polskiego. Walczył na wojnie z Ukraińcami, a następnie wojnie z bolszewikami. Początkowo pełni służbę jako młodszy oficer 1. baterii 2 dywizjonu artylerii konnej, a następnie dowódca tejże baterii. Wyróżnił się 26 czerwca 1920 w walce pod miasteczkiem Barbarów. 15 lipca 1920 został zatwierdzony z dniem 1 kwietnia 1920 w stopniu majora, w artylerii, w grupie oficerów byłych Korpusów Wschodnich i byłej armii rosyjskiej.
25 lutego 1921 objął dowództwo 6 dywizjonu artylerii konnej we Lwowie i sprawował je przez kolejnych sześć lat. 3 maja 1922 został zweryfikowany w stopniu podpułkownika ze starszeństwem od 1 czerwca 1919 i 50. lokatą w korpusie oficerów artylerii. 16 marca 1927 prezydent RP nadał mu stopień pułkownika z dniem 1 stycznia 1927 i 7. lokatą w korpusie oficerów artylerii. 10 czerwca 1927 zdał dowództwo dywizjonu i wyjechał do Bydgoszczy, gdzie objął dowództwo 15 pułku artylerii polowej. W grudniu 1930 został mianowany komendantem Szkoły Strzelań Artylerii w Toruniu. W czerwcu 1933 został mianowany członkiem Oficerskiego Trybunału Orzekającego. Z dniem 31 sierpnia 1935 został przeniesiony w stan spoczynku. Po zwolnieniu z wojska zamieszkał w Terespolu Pomorskim, gdzie nabył gospodarstwo rolne o powierzchni 25 ha.
W czasie kampanii wrześniowej 1939 przebywał w Ośrodku Zapasowym Artylerii Lekkiej nr 8 w Skierniewicach. 27 września 1939 dostał się do niewoli niemieckiej. Przebywał w Oflagach: X A Sandbostel, X C Lubeka i VI B Dössell.
W 1927 ożenił się, miał córkę Helenę (ur. 12 lipca 1928) i syna Andrzeja (ur. 17 grudnia 1931).

## Ordery i odznaczenia
- Krzyż Srebrny Orderu Wojskowego Virtuti Militari nr 3117[40][41][42]
- Krzyż Niepodległości – 9 listopada 1933 „za pracę w dziele odzyskania niepodległości”[9][6][43]
- Krzyż Walecznych dwukrotnie[44] (po raz pierwszy „w zamian za Amarantową Wstążkę”[45])
- Złoty Krzyż Zasługi – 10 listopada 1928 „w uznaniu zasług położonych na polu pracy w poszczególnych działach wojskowości”[46][47]
- Medal Pamiątkowy za Wojnę 1918–1921[14]
- Medal Dziesięciolecia Odzyskanej Niepodległości[14]
- Medal Zwycięstwa[32]
- Order Świętego Stanisława 2 stopnia z mieczami – 28 maja?/10 czerwca 1915[16]
- Order Świętego Stanisława 3 stopnia z mieczami i kokardą – 14 marca?/27 marca 1915[16]